# GSC4797-1543
GSC4797-1543 — хімічно пекулярна зоря спектрального класу A, що має видиму зоряну величину в смузі V приблизно 10,5.